# Ernst von Sydow (bankman)
Ernst Gunnar von Sydow, född den 22 maj 1869 i Kalmar, död den 22 oktober 1919 i Jonsered, Partille församling, Göteborgs och Bohus län, var en svensk bankman. Han var bror till Oscar von Sydow.
von Sydow avlade mogenhetsexamen vid Norra latinläroverket i Stockholm 1888. Han blev bokhållare vid Sundsvalls enskilda banks kontor i Stockholm samma år, kassör där 1895, kamrerare 1898, ledamot i styrelsen och kassadirektör vid nämnda kontor 1905 samt vice verkställande direktör 1908. von Sydow var ledamot i styrelsen och verkställande direktör vid Aktiebolaget Göteborgs bank från 1911 till sin död. Han var ledamot av Stockholms stadsfullmäktiges kommitté för reglementsbestämmelser för stadens egnahemslånerörelse 1906–1907, ledamot av kommittén angående allmän ålderdoms- och invaliditetsförsäkring 1908–1912, ledamot av stämpelbeskattningskommittén 1909, ledamot av kommittén angående arméns kassaväsen 1909–1910, ledamot av direktionen för Allmänna barnbördshuset 1910–1913 och ledamot av kommittén för ekonomiska föreningars inlåningsrörelse 1911–1912. von Sydow var styrelseledamot i Hudiksvalls Trävaruaktiebolag från 1906, i Iggesunds bruk från 1906, i Lindholmens verkstadsaktiebolag från 1915, i emissionsaktiebolaget Mercator från 1917, i bostadsaktiebolaget Vanadislunden 1903 (avsedd att bereda billiga arbetarbostäder), i barnsjukhuset Samariten 1906–1911, i Sofiahemmet 1906–1912 och i De gamlas vänner 1906. Han blev riddare av Vasaorden 1911 och av Nordstjärneorden 1914.